# Луна-15
«Луна-15» — радянська автоматична міжпланетна станція (АМС) для вивчення Місяця і космічного простору.
Дата старту: 13 липня 1969 р, в 5:54:41 МСК (через три дні, 16 липня, стартував «Аполлон-11», який успішно висадив першу експедицію на Місяць). «Луна-15» була призначена для доставки на Землю зразків місячного ґрунту.